# Трансуранов елемент
Трансуранови елементи е общо наименование на химичните елементи с атомен номер, по-голям от този на урана - 92. Никой от тях няма стабилни изотопи, като всички бързо се разпадат радиоактивно до други елементи. За разлика от трансурановите елементи, тези с атомен номер от 1 до 92 се срещат сравнително често — или имат стабилни изотопи (например водородът), или имат изотопи с много дълъг период на полуразпад (например полоният), или са обичаен продукт от радиоактивния разпад на урана и тория (например радонът).
Трансурановите елементи понякога се наричат и свръхтежки елементи, но в други случаи това понятие обхваща само елементите с атомен номер над 100.